# Климина, Дарья Сергеевна
Дарья Сергеевна Климина (урождённая Усанова; род. 6 сентября 1989, Павлодар) - казахстанская биатлонистка. Мастер спорта Республики Казахстан международного класса.

## Карьера
Дебют Дарьи на международных соревнованиях состоялся на чемпионате мира по летнему биатлону 2009 года в Оберхофе.
Участница нескольких чемпионатов и этапов кубка мира.
| Чемпионат мира  | Спринт | Г.Пр. | Масс-Старт | Инд.гонка | Эстафета | Смеш.эст. |  |
| --------------- | ------ | ----- | ---------- | --------- | -------- | --------- |  |
| Рупольдинг-2012 | 68     |       |            | 81        |          |           |  |
| Нове-Место-2013 | 56     | 54    |            | 69        | 14       |           |  |

Лучшие результаты на этапах Кубка мира:
- спринт - 17 место (Холменколлен - 2014)
- спринт - 17 место (Ханты-Мансийск - 2013)
- гонка преследования - 22 место (Ханты-Мансийск - 2013)